# Żeglarstwo na Letnich Igrzyskach Olimpijskich 1912 – klasa 6 metrów

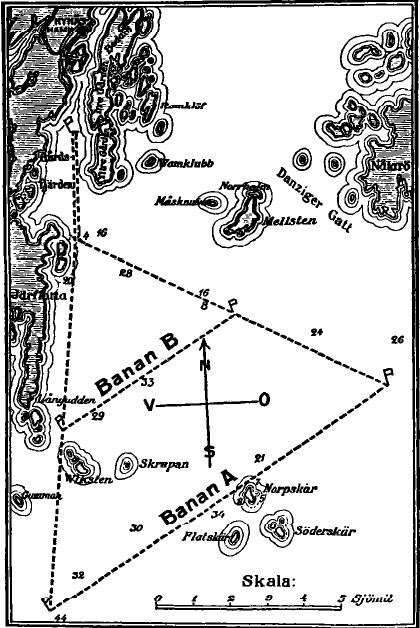
Trasa zawodów

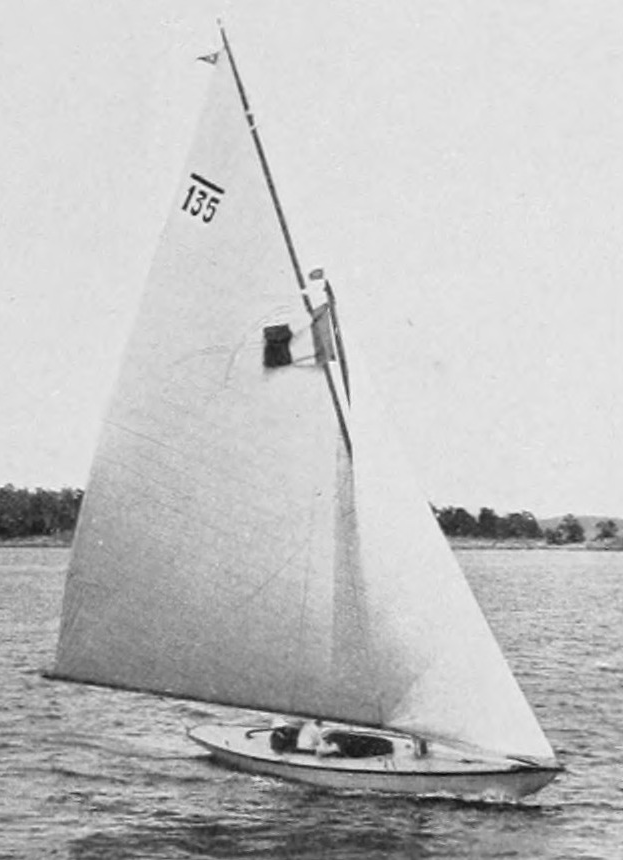
Zwycięski jacht Mac Miche

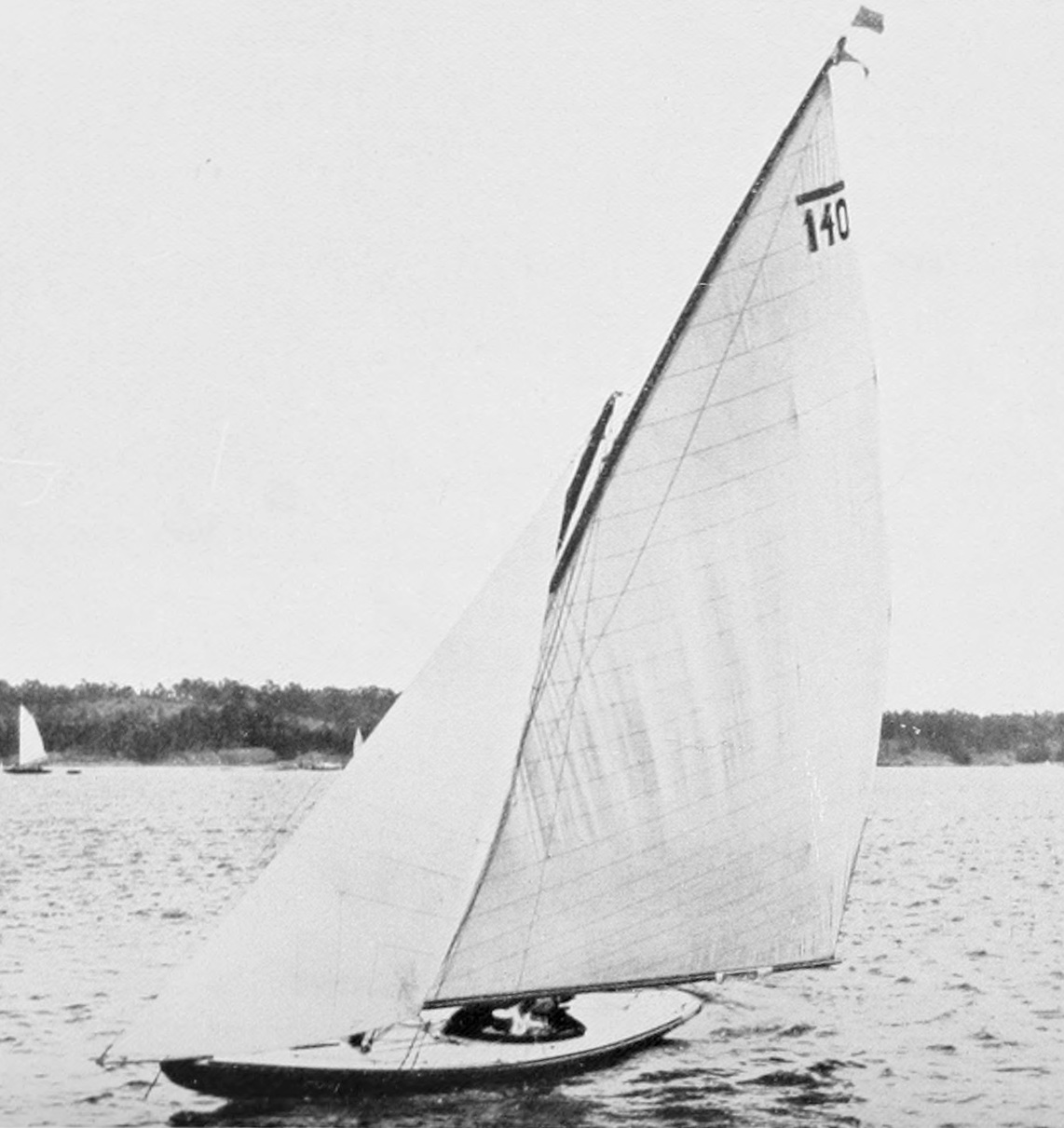
Nurdug II

Zawody w żeglarskiej klasie 6 metrów podczas V Letnich Igrzysk Olimpijskich odbyły się w dniach 20–22 lipca 1912 roku na wodach położonego w regionie Sztokholm miasta Nynäshamn.

## Informacje ogólne
Do zawodów zgłosiło się dziewięć jachtów z sześciu reprezentacji, na starcie zawodów nie stanęły jednak trzy załogi – po jednej z Francji i Norwegii oraz jedyna z Rosji.
W regatach triumfował francuski jacht Mac Miche, który w dogrywce pokonał norweski Nurdug II, trzecie miejsce zajęli zaś Szwedzi na Kerstin. Prócz medali i pamiątkowych plakietek właściciel zwycięskiego jachtu otrzymał puchar ufundowany przez rząd francuski.

## Format zawodów
Zawody składały się z dwóch punktowanych wyścigów przeprowadzonych 20 i 21 lipca 2012 roku. Punkty były przyznawane za miejsca zajęte na mecie – pierwsza trójka otrzymywała odpowiednio siedem, trzy i jeden punkt, za zajęcie pozostałych miejsc punkty nie przysługiwały. Na wynik końcowy składała się suma wszystkich punktów, przy równej punktacji załóg 22 lipca przeprowadzana była między nimi dogrywka.

## Przebieg zawodów
Pierwszy wyścig odbył się 20 lipca, przy wietrze ENE z prędkością 3,6–4 m/s. Szybko wykrystalizowała się pierwsza trójka – Kerstin, Mac Miche i Nurdug II – pozostałe trzy jachty trzymały się razem, jednak już ze stratą do liderów. Wkrótce to Francuzi objęli prowadzenie, które utrzymali do drugiego nawrotu, jednak to Duńczycy na otwartej przestrzeni okazali się lepszymi żeglarzami odpierając następnie wszelkie próby ataku. Szwedzi z Sass utrzymali natomiast trzecią pozycję, pomimo że źle położony główny żagiel powodował, że bom był niemal zanurzony w wodzie.
Dzień później przy wietrze NEbN wiejącym z prędkością 3,9–4 m/s odbył się wyścig drugi. Wszystkie jachty przekroczyły linię startu w grupie przy dobrej prędkości. Na krótko prowadzenie objęła Sonja III, po czym na czoło wyszli Francuzi stopniowo zwiększając swoją przewagę i nie niepokojeni przez rywali zwyciężyli w tym wyścigu. W słabnącym wietrze prócz nich najlepiej radziły sobie jachty Kerstin i Nurdug II, które zacięcie walczyły o drugą pozycję. Szwedzi ostatecznie nie zdołali wyprzedzić Duńczyków przypływając do mety na trzeciej pozycji.
Z powodu takiej samej ilości punktów zdobytych przez dwie pary jachtów konieczne było rozegranie 22 lipca dogrywki o miejsce pierwsze i trzecie. Mac Miche i Nurdug II, które zajęły w obu wyścigach pierwsze i drugie miejsca, rywalizować miały o złoty medal, dwa szwedzkie jachty, które do mety przypłynęły na trzecich pozycjach, walczyć zaś miały o miejsce trzecie. Francuzi z Duńczykami o lepszą pozycję walczyli jeszcze przed startem i już po strzale startera na czoło wysunął się Mac Miche. Przy wietrze ENE wiejącym z prędkością 4,6–5,1 m/s oba płynące blisko jachty ostrzyły kurs, by następnie postawić spinakery i pośpieszyć w kierunku wyznaczającej nawrót boi. W ferworze walki Duńczycy przepłynęli ze złej strony boi, czym wskutek konieczności zawrócenia i opłynięcia jej prawidłowo praktycznie pozbawili się szans na wygraną. Dodatkowo większym kunsztem żeglarskim wykazali się Francuzi, którzy mając na ostatnim nawrocie dwie minuty przewagi, dołożyli jeszcze blisko jedną na ostatnim etapie wyścigu zdobywając tym samym mistrzostwo olimpijskie. Rywalizacja o brązowy medal rozstrzygnęła się w zasadzie już na starcie, bowiem Sass przekroczył linię jeszcze przed strzałem startera i został zawrócony. Minutowa przewaga, którą tym samym osiągnął jacht Kerstin, pozostała do końca wyścigu niezagrożona.

## Wyniki

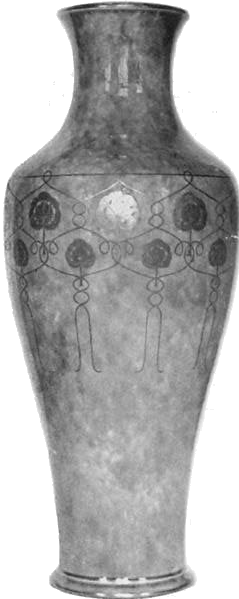
Puchar ufundowany przez rząd francuski

| Pozycja | Załoga                                                  | Jacht     | Wyścig I | Wyścig I | Wyścig I | Wyścig II | Wyścig II | Wyścig II | Ogółem | Dogrywka | Dogrywka |
| Pozycja | Załoga                                                  | Jacht     | Czas     | Pozycja  | Punkty   | Czas      | Pozycja   | Punkty    | Ogółem | Czas     | Pozycja  |
| ------- | ------------------------------------------------------- | --------- | -------- | -------- | -------- | --------- | --------- | --------- | ------ | -------- | -------- |
| złoto   | Gaston Thubé Amédée Thubé Jacques Thubé                 | Mac Miche | +00:39   | 2        | 3        | 2:23:44   | 1         | 7         | 10     | 2:38:48  | 1        |
| srebro  | Hans Meulengracht-Madsen Steen Herschend Sven Thomsen   | Nurdug II | 2:34:41  | 1        | 7        | +02:23    | 2         | 3         | 10     | +02:52   | 2        |
| brąz    | Eric Sandberg Otto Aust Harald Sandberg                 | Kerstin   | +10:13   | 6        | 0        | +03:00    | 3         | 1         | 1      | 2:42:32  | 1        |
| 4       | Olof Mark Edvin Hagberg Jonas Jonsson                   | Sass      | +02:20   | 3        | 1        | +06:40    | 4         | 0         | 1      | +01:39   | 2        |
| 5       | Ernst Estlander Torsten Sandelin Gunnar Stenbäck        | Finn II   | +04:52   | 4        | 0        | +07:18    | 6         | 0         | 0      | —        | —        |
| =       | Edvart Christensen Hans Christiansen Eigil Christiansen | Sonja III | +05:07   | 5        | 0        | +06:55    | 5         | 0         | 0      | —        | —        |
| DNS     |                                                         | Nurdug    | DNS      | DNS      | DNS      | DNS       | DNS       | DNS       | DNS    | —        | —        |
| DNS     |                                                         | Phoebé    | DNS      | DNS      | DNS      | DNS       | DNS       | DNS       | DNS    | —        | —        |
| DNS     |                                                         | Schkitz   | DNS      | DNS      | DNS      | DNS       | DNS       | DNS       | DNS    | —        | —        |